# Đá Gia Hội
Đá Gia Hội (tiếng Anh: chưa rõ; tiếng Trung: 二角礁; bính âm: Èrjiǎo jiāo, Hán-Việt: Nhị Giác tiêu) là một rạn san hô thuộc cụm An Bang (cụm Thám Hiểm) của quần đảo Trường Sa. Đá này là một phần của bãi Thám Hiểm và nằm trên vành san hô phía bắc của rạn vòng này.
Đá Gia Hội là đối tượng tranh chấp giữa Việt Nam, Đài Loan, Malaysia, Philippines và Trung Quốc. Do Malaysia kiểm soát bãi Thám Hiểm từ năm 1999 nên đá Gia Hội nằm trong tầm kiểm soát của nước này.

## Hình ảnh
| đá Sâu đá Gia Hội đá Gia Phú Ảnh vệ tinh chụp bãi Thám Hiểm (nguồn: NASA). Đá Gia Hội nằm về phía đông bắc của đá Sâu và về phía tây bắc của đá Gia Phú. |